# The Valley
The Valley – stolica i największe miasto Anguilli, posiadłości zamorskiej Wielkiej Brytanii. W mieście znajduje się port lotniczy Clayton J. Lloyd.
Liczba mieszkańców: ok. 1,2 tys. (2001)